# I (Patrick Moraz)
Story Of I (talvolta citato solo come i) è il primo album solista di Patrick Moraz, tastierista jazz e rock di origini svizzere.

## Il disco
L'album fu realizzato all'epoca in cui Moraz, per un breve periodo, fu tastierista degli Yes al posto di Rick Wakeman. Story Of I è un album musicalmente avventuroso, difficilmente classificabile, che unisce elementi di rock progressivo a sonorità jazz e fusion, il tutto unito, con una soluzione decisamente originale, a ritmiche e linee melodiche brasiliane. Per questa commistione di musica occidentale e latinoamericana in un'opera di "musica d'arte", Story Of I viene talvolta indicato come il primo esempio storico di world music.
A differenza degli album solisti realizzati dagli altri membri degli Yes nello stesso periodo, Story Of I non si avvale della collaborazione di nessun altro "yes-man". Fra gli altri nomi, vale la pena segnalare Jean Ristori (precedentemente con Moraz nel gruppo Mainhorse) e Jeff Berlin (che in seguito avrebbe suonato anche in un altro album del "mondo Yes", An Evening of Yes Music Plus di Anderson Bruford Wakeman Howe).
La "storia di i" è un concept album che sviluppa il racconto fantascientifico di una misteriosa struttura i cui ospiti, controllati telepaticamente da una sfera fluttuante, possono soddisfare tutti i loro desideri - al prezzo della loro vita. Uno dei brani dell'album, Cachaca (Baiao), fu utilizzato come musica di sottofondo in una puntata della serie radiofonica Guida galattica per gli autostoppisti.

## Tracce
1. Impact – 3:31
2. Warmer Hands – 3:31
3. The Storm – 0:52
4. Cachaca (Baiao) – 4:07
5. Intermezzo – 2:49
6. Indoors – 3:44
7. Best Years of Our Lives – 3:57
8. Descent – 1:43
9. Incantation (Procession) – 1:51
10. Dancing Now – 4:38
11. Impressions — The Dream – 2:49
12. Like a Child in Disguise – 4:05
13. Rise and Fall – 5:34
14. Symphony in the Space – 2:56

## Formazione
- Patrick Moraz - tastiere, voce, marimbaphone, percussioni
- John McBurnie - voce
- Vivienne McAuliffe - voce
- Ray Gomez - chitarre
- Jeff Berlin - basso
- Alphonse Mouzon - batteria
- Andy Newmark - batteria
- Auguste de Anthony - chitarre
- Jean Ristori - violoncello, string bass
- Jean-Luc Bourgeois - percussioni
- Phillipe Staehli - percussioni
- Rene Moraz - percussioni
- Veronique Mueller - voce
- i bambini di Morat, Svizzera - cori
- percussionisti di Rio de Janeiro